# Archebiusz
Archebiusz Dikajos Nicefor (Archebios Dikaios Nikephoros, Archebiusz Sprawiedliwy i Zwycięski) – król indo-grecki panujący w rejonie Taksili (Gandhara) w latach ok. 90-80 p.n.e.
Archebiusz prawdopodobnie był jednym z ostatnich władców indo-greckich zanim król Saków Maues podbił Taksilę oraz współczesnym Hermajosa na zachodzie. Być może był spokrewniony z Helioklesem II, który używał podobnego rewersu na monetach oraz tytułu Dikajos.

## Monety
Archebiusz emitował srebrne monety z podobizną króla w diademie lub hełmie, czasami w pozie rzucającego włócznią. Na rewersie pojawiał się Zeus stojący twarzą na wprost i trzymający
piorun lub egidę. Natomiast na monetach z brązu pojawiała się sowa i Nike. Rzadkie emisje jego attyckich tetradrachm znaleziono w Baktrii. Odnaleziono też dwie monety Peukolaosa przebite przez Archebiusza.